# European Silver League maschile 2023
L'European Silver League 2023 si è svolta dal 27 maggio al 9 luglio 2023: al torneo hanno partecipato otto squadre nazionali europee e la vittoria finale è andata per la prima volta alla Lettonia.

## Regolamento

### Formula
La formula ha previsto:
- Fase a gironi, disputata con girone all'italiana, con gare di andata e ritorno: le prime due classificate di ogni girone hanno acceduto alla fase finale.
- Fase finale, disputata con semifinali e finale, con gare di andata e ritorno (in caso di parità di set vinti/persi si è disputato un golden set): la vincitrice è promossa alla European Golden League 2024[2].

### Criteri di classifica
Se il risultato finale è stato di 3-0 o 3-1 sono stati assegnati 3 punti alla squadra vincente e 0 a quella sconfitta, se il risultato finale è stato di 3-2 sono stati assegnati 2 punti alla squadra vincente e 1 a quella sconfitta.
L'ordine del posizionamento in classifica è stato definito in base a:
- Numero di partite vinte;
- Punti;
- Ratio dei set vinti/persi;
- Ratio dei punti realizzati/subiti;
- Risultati degli scontri diretti.

## Squadre partecipanti
| Squadra  | Qualificazione | Ultima partecipazione       |
| -------- | -------------- | --------------------------- |
| Austria  | Wild card      | European Silver League 2021 |
| Cipro    | Wild card      | European Silver League 2021 |
| Fær Øer  | Wild card      | Debutto                     |
| Georgia  | Wild card      | European Silver League 2019 |
| Lettonia | Wild card      | European Silver League 2018 |
| Ungheria | Wild card      | European Silver League 2022 |

## Torneo

### Fase a gironi
| Girone A | Girone B |
| -------- | -------- |
| Cipro    | Austria  |
| Fær Øer  | Georgia  |
| Lettonia | Ungheria |

#### Girone A

##### Risultati
| 29 maggio 2023 Tórshavnar Ittrottar, Tórshavn Durata: 1h:06 - Spettatori: 125  | Fær Øer  | 0 - 3 | Cipro    | 22-25, 15-25, 19-25 |
| 13 giugno 2023 Olimpiskais sporta centrs, Riga Durata: 1h:13 - Spettatori: 450 | Cipro    | 0 - 3 | Lettonia | 17-25, 17-25, 14-25 |
| 4 giugno 2023 Tórshavnar Ittrottar, Tórshavn Durata: 1h:06 - Spettatori: 100   | Fær Øer  | 0 - 3 | Lettonia | 17-25, 16-25, 16-25 |
| 10 giugno 2023 Olimpiskais sporta centrs, Riga Durata: 0h:57 - Spettatori: 650 | Lettonia | 3 - 0 | Fær Øer  | 25-11, 25-15, 25-10 |
| 14 giugno 2023 Olimpiskais sporta centrs, Riga Durata: 1h:16 - Spettatori: 650 | Lettonia | 3 - 0 | Cipro    | 25-17, 25-17, 25-15 |
| 30 maggio 2023 Tórshavnar Ittrottar, Tórshavn Durata: 1h:10 - Spettatori: 100  | Cipro    | 3 - 0 | Fær Øer  | 25-19, 25-15, 25-15 |

##### Classifica
| Pos. | Squadra  | Pt | G | V | P | SV | SP | Ratio | PF  | PS  | Ratio |
| ---- | -------- | -- | - | - | - | -- | -- | ----- | --- | --- | ----- |
| 1.   | Lettonia | 12 | 4 | 4 | 0 | 12 | 0  | MAX   | 300 | 182 | 1,648 |
| 2.   | Cipro    | 6  | 4 | 2 | 2 | 6  | 6  | 1,000 | 247 | 255 | 0,968 |
| 3.   | Fær Øer  | 0  | 4 | 0 | 4 | 0  | 12 | 0,000 | 190 | 300 | 0,633 |

      Qualificata alle semifinali.

#### Girone B

##### Risultati
| 27 maggio 2023 Érd Aréna, Érd Durata: 1h:03 - Spettatori: 650                         | Ungheria | 3 - 0 | Georgia  | 25-11, 25-13, 25-15               |
| 31 maggio 2023 New Volleyball Arena, Tbilisi Durata: 1h:09 - Spettatori: 1 500        | Georgia  | 0 - 3 | Austria  | 16-25, 17-25, 15-25               |
| 3 giugno 2023 Raiffeisen Volleydome, Ried im Innkreis Durata: 2h:10 - Spettatori: 415 | Austria  | 2 - 3 | Ungheria | 25-21, 19-25, 17-25, 29-27, 13-15 |
| 10 giugno 2023 Érd Aréna, Érd Durata: 1h:35 - Spettatori: 1 000                       | Ungheria | 3 - 0 | Austria  | 25-20, 25-23, 25-22               |
| 14 giugno 2023 Multiversum Schwechat, Schwechat Durata: 1h:08 - Spettatori: 480       | Austria  | 3 - 0 | Georgia  | 25-10, 25-23, 25-12               |
| 17 giugno 2023 New Volleyball Arena, Tbilisi Durata: 1h:10 - Spettatori: 1 500        | Georgia  | 0 - 3 | Ungheria | 21-25, 21-25, 16-25               |

##### Classifica
| Pos. | Squadra  | Pt | G | V | P | SV | SP | Ratio | PF  | PS  | Ratio |
| ---- | -------- | -- | - | - | - | -- | -- | ----- | --- | --- | ----- |
| 1.   | Ungheria | 11 | 4 | 4 | 0 | 12 | 2  | 6,000 | 338 | 265 | 1,275 |
| 2.   | Austria  | 7  | 4 | 2 | 2 | 8  | 6  | 1,333 | 318 | 281 | 1,131 |
| 3.   | Georgia  | 0  | 4 | 0 | 4 | 0  | 12 | 0,000 | 190 | 300 | 0,633 |

      Qualificata alle semifinali.

### Fase finale
|  | Semifinali | Semifinali | Semifinali | Semifinali |   |    | Finale   | Finale | Finale | Finale |  |
|  |            |            |            |            |   |    |          |        |        |        |  |
|  | 2A         | Cipro      | 3          | 112        |   |    |          |        |        |        |  |
|  | 2A         | Cipro      | 3          | 112        |   |    |          |        |        |        |  |
|  | 1B         | Ungheria   | 1          | 315        |   |    |          |        |        |        |  |
|  | 1B         | Ungheria   | 1          | 315        |   | 1B | Ungheria | 1      | 0      |        |  |
|  |            |            |            |            |   | 1B | Ungheria | 1      | 0      |        |  |
|  |            |            | 1A         | Lettonia   | 3 | 3  |          |        |        |        |  |
|  | 2B         | Austria    | 1A         | Lettonia   | 3 | 3  | 0        | 0      |        |        |  |
|  | 2B         | Austria    |            |            |   |    |          |        |        |        |  |
|  | 1A         | Lettonia   | 3          | 3          |   |    |          |        |        |        |  |

#### Semifinali

##### Andata
| 28 giugno 2023 Palazzetto dello sport Eleftheria, Nicosia Durata: 1h:58 - Spettatori: 150 | Cipro   | 3 - 1 | Ungheria | 25-22, 22-25, 25-23, 25-21 |
| 24 giugno 2023 Raiffeisen Sportpark, Graz Durata: 1h:16 - Spettatori: 920                 | Austria | 0 - 3 | Lettonia | 19-25, 19-25, 19-25        |

##### Ritorno
| 1º luglio 2023 Városi Sportcsarnok, Békéscsaba Durata: 2h:12 - Spettatori: 900      | Ungheria | 3 - 1 | Cipro   | 25-13, 25-16, 25-27, 25-16 Golden set: 15-12 |
| 28 giugno 2023 Zemgales Olimpiskais centrs, Jelgava Durata: 1h:16 - Spettatori: 750 | Lettonia | 3 - 0 | Austria | 25-19, 25-21, 25-23                          |

#### Finale

##### Andata
| 6 luglio 2023 Városi Sportcsarnok, Békéscsaba Durata: 1h:33 - Spettatori: 1 600 | Ungheria | 1 - 3 | Lettonia | 25-17, 10-25, 21-25, 11-25 |

##### Ritorno
| 9 luglio 2023 Sporta centrs Daugava, Riga Durata: 1h:15 - Spettatori: 850 | Lettonia | 3 - 0 | Ungheria | 25-21, 25-16, 25-18 |

## Classifica finale
| Pos | Squadra  | Rosa |
| --- | -------- | --- |
|     | Lettonia | Formazione: 2 Kronbergs, 3 J. Jansons, 7 Saušs, 8 Šmits, 9 Egleskalns, 10 Dzenis, 13 Skrūders, 14 Freimanis, 15 Klopovs, 17 Ozoliņš, 19 Dardzāns, 21 Blumbergs, 22 R. Jansons, 23 Ramanis, 25 Špakovs, 33 Melnis, CT: Gogol          |
|     | Ungheria | Formazione: 2 Ambrus, 3 Bán, 5 Boldizsár, 6 Tomanóczy, 7 Péter, 9 Iván, 11 Bögöly, 12 Horváth, 13 Keen, 14 Kiss, 15 Sebestyén, 16 Kecskeméti, 17 Szalai, 18 Varga, 19 Bibók, 23 Mikuláss-Koch, CT: Nagy                              |
| 3   | Austria  | Formazione: 2 Müller, 4 Hensel, 5 Kitzinger, 7 Krassnig, 8 Tusch, 9 S. Sablatnig, 10 Zehner, 11 Willimek, 13 Thaller, 14 Czerwiński, 15 Etlinger, 16 Glatz, 17 B. Sablatnig, 19 Mülleder, 21 Ecker, 22 Nusterer, 34 Mürzl, CT: Gačič |
| 3   | Cipro    | Formazione: 1 Savvídis, 2 Chrysostómou, 3 Charalambides, 4 Pappás, 5 Mbeis, 6 Stroukarevits, 10 Skordis, 11 Karkidis, 12 Aléxiou, 13 Mavrommatis, 14 Nikolaou, 16 Christoforou, 18 Michaīl, 19 Kalos, CT: Zalmas                     |
| 5   | Fær Øer  | Formazione: 1 Isaksen, 2 Johannesen, 3 Heinason, 4 Joensen, 5 F. Ilić, 6 Danielsen, 7 Niclasen, 8 Sil. Poulsen, 9 V. Ilić, 10 Eliasen, 11 Wang, 12 í Haraldstovu, 13 Sim. Poulsen, 14 Joensen, 15 Holm, CT: B. Ilić                  |
| 6   | Georgia  | Formazione: 1 Gramiton, 3 Kvelashvili, 5 Chkholaria, 7 Tskhomaria, 9 Gordadze, 10 Kamkamidze, 11 Lazarashvili, 12 Tevdoradze, 13 Zakaidze, 14 Khalilovi, 16 Nutsubidze, 17 Buadze, 22 Lobzhanidze, 23 Kachibaia, CT: Lobzhanidze     |

|  | Promossa in European Golden League 2024 |

## Statistiche
| Rendimento individuale | Rendimento individuale | Rendimento individuale | Rendimento individuale |
| Pos.                   | Nome                   | Punti                  | Squadra                |
| ---------------------- | ---------------------- | ---------------------- | ---------------------- |
| 1                      | Kristóf Horváth        | 123                    | Ungheria               |
| 2                      | Kristaps Šmits         | 106                    | Ungheria               |
| 3                      | Renārs Jansons         | 100                    | Lettonia               |
| 4                      | Michael Czerwiński     | 95                     | Austria                |
| 5                      | Gábor Bögöly           | 82                     | Ungheria               |

| Attacchi vincenti | Attacchi vincenti  | Attacchi vincenti | Attacchi vincenti |
| Pos.              | Nome               | Punti             | Squadra           |
| ----------------- | ------------------ | ----------------- | ----------------- |
| 1                 | Kristóf Horváth    | 105               | Ungheria          |
| 2                 | Kristaps Šmits     | 94                | Lettonia          |
| 3                 | Renārs Jansons     | 84                | Lettonia          |
| 3                 | Michael Czerwiński | 84                | Austria           |
| 5                 | Odysseas Savvides  | 75                | Cipro             |

| Muri vincenti | Muri vincenti        | Muri vincenti | Muri vincenti |
| Pos.          | Nome                 | Punti         | Squadra       |
| ------------- | -------------------- | ------------- | ------------- |
| 1             | Vladislavs Blumbergs | 18            | Lettonia      |
| 2             | Gustavs Freimanis    | 17            | Lettonia      |
| 3             | Bence Ambrus         | 16            | Ungheria      |
| 4             | Marios Stroukarevits | 13            | Cipro         |
| 4             | Bálint Tomanóczy     | 13            | Ungheria      |

| Battute vincenti | Battute vincenti     | Battute vincenti | Battute vincenti |
| Pos.             | Nome                 | Punti            | Squadra          |
| ---------------- | -------------------- | ---------------- | ---------------- |
| 1                | Marios Stroukarevits | 12               | Cipro            |
| 2                | Kristóf Horváth      | 10               | Ungheria         |
| 3                | Gábor Bögöly         | 7                | Ungheria         |
| 4                | Michael Czerwiński   | 6                | Austria          |
| 4                | Edvīns Skrūders      | 6                | Lettonia         |